# Anasarta
A Sé Titular de Anasarta é uma sé titular, representando a antiga Arquidiocese de Anasarta, que existia na Província romana da Síria. 

## Histórico
Anasarta, hoje perto de Quinacerim, a 40 quilômetros de Alepo, era uma sede eclesiástica da província romana da Síria Prima na diocese civil do Oriente. Como todas as sedes episcopais desta província, dependia diretamente do Patriarca de Antioquia, que a elevou, como as outras dioceses da província, à categoria de arcebispado autocéfalo.
Existem apenas dois bispos conhecidos desta antiga sé episcopal: Maras, que participou do concílio de Antioquia em que Atanásio, bispo da Perre foi deposto, e que participou do Concílio de Calcedônia de 451; e Ciro, que assinou a carta dos bispos da Síria Prima ao imperador Leão (458) após o assassinato do patriarca alexandrino Protério.
Hoje, Anasarta sobrevive como sé titular arquiepiscopal; desde 2 de novembro de 1969 está em sede vacante.

## Arcebispos
- Maras † (mencionado em 451)
- Ciro † (mencionado em 458)

## Arcebispos-titulares
- João Irineu Joffily † (1931–1950)
- José Vieira Alvernaz † (1950–1953)
- Serafim Gomes Jardim da Silva † (1953–1969)